# Casa Brasileira
Casa brasileira é um edifício destinado à moradia dos residentes no Brasil.

## História
Carlos Lemos afirma que a investigação da casa brasileira revela mais do que uma história da técnica de construção, permitindo através de seu estudo o entendimento das funções múltiplas e históricas da habitação e de como elas acontecem no espaço da casa. Essas nuances são vistas em suas particularidades econômicas, pois, apesar dos seres humanos terem necessidades muito próximas, a forma de resolvê-las tem significativa variação em relação à renda.
Nesse sentido, o morar é uma manifestação histórico-cultural, pois está relacionado aos usos e costumes de determinada sociedade. No que diz respeito à casa brasileira, ela é uma confluência entre a moradia ibérica e a oca indígena, mas também pode carregar outros traços históricos como a possível influência indiana na utilização de alpendres. Contudo, não pode-se perder de vista que existe uma diversidade local muito grande, fruto das particularidades históricas regionais.

### Casas Coloniais

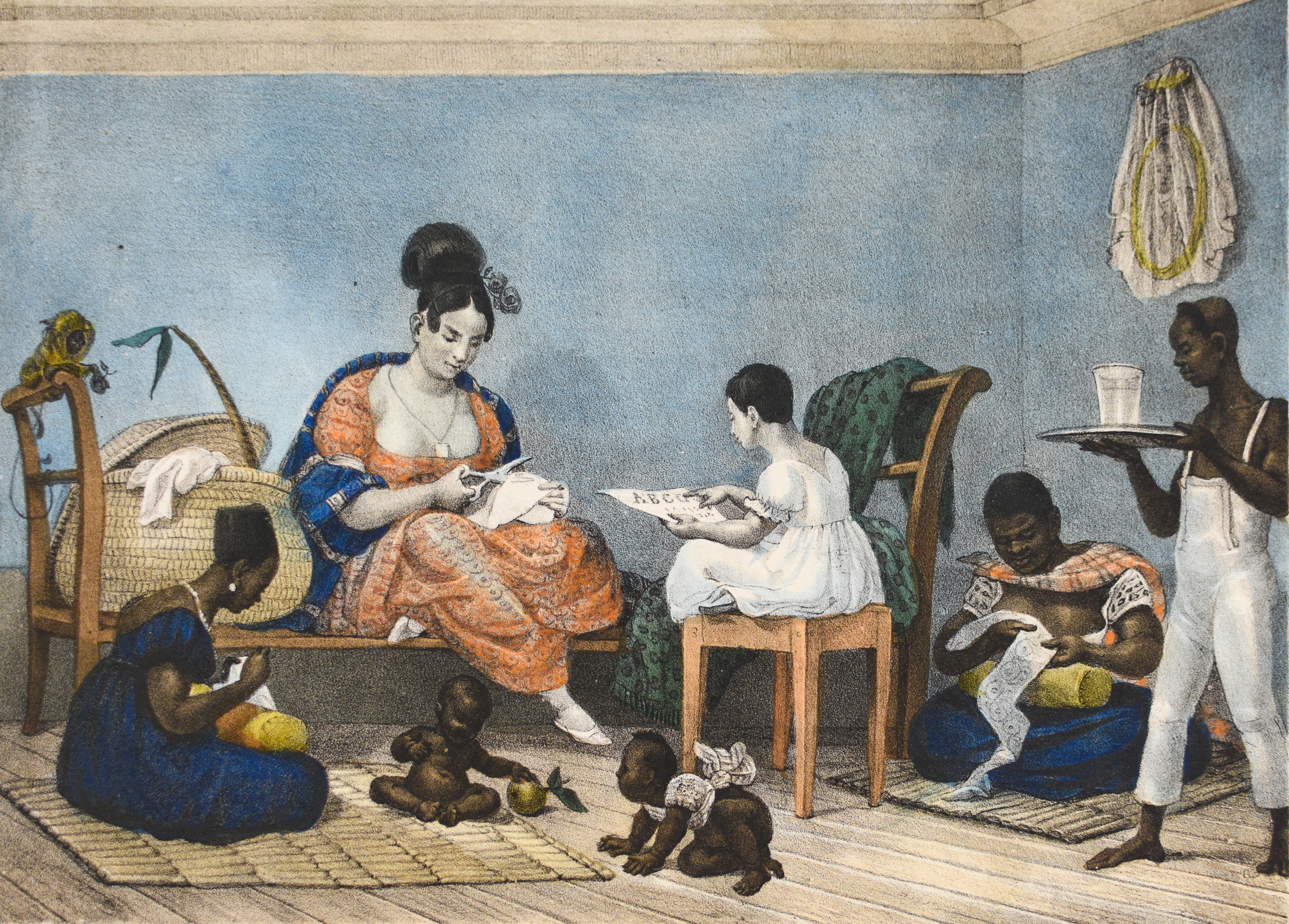
Uma senhora brasileira de algumas posses sentada em sua "marquesa" em seus afazeres diários. Gravura por Jean-Baptiste Debret, por volta de 1823.

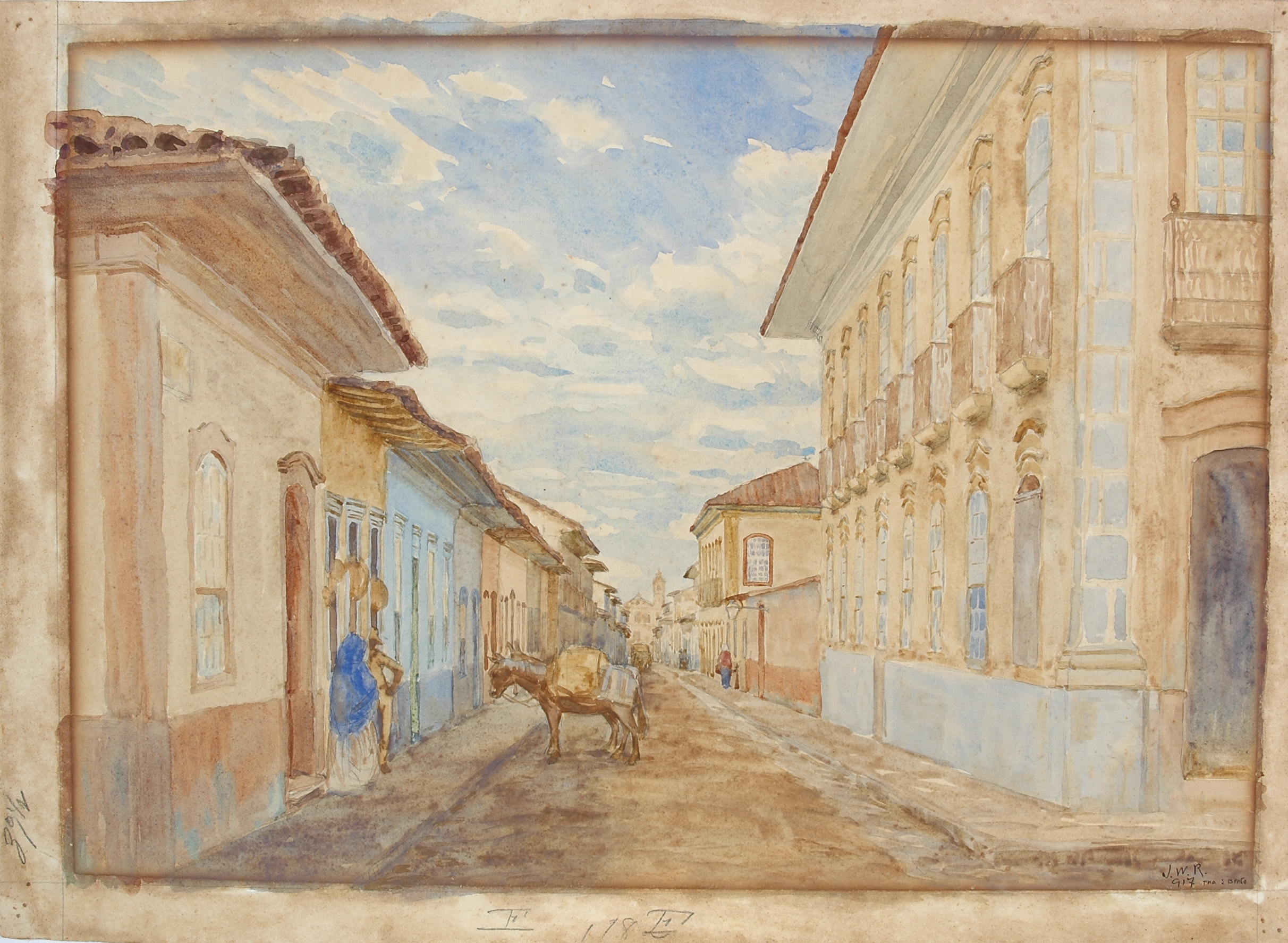
Pintura mostra sobrados e casas térreas. Rua São Bento, 1858. Esta obra integra o acervo do Museu Paulista da USP. Coleção José Wasth Rodrigues.

As casas térreas e os sobrados são dois tipos de moradias muito comuns no Brasil Colonial. O sobrado é onde viviam as famílias com maior poder aquisitivo. A família morava no andar superior e o andar inferior era destinado ao comércio.  As fachadas das casas térreas e dos sobrados eram muito parecidas, tinham uma porta frontal e duas janelas, a diferença que no sobrado essa estrutura era mantida na parte superior, mas a porta era trocada por outra janela. As duas formas de residências eram construídas uma ao lado da outra, como uma espécie de casa geminada. No final do período colonial as fachadas começam a ganhar azulejos, normalmente em tons de azul e amarelo.
A Casa do Padre Inácio, em Cotia, se destaca como uma das mais importantes do ciclo bandeirantista devido aos seus elementos típicos do período.

### Século XIX

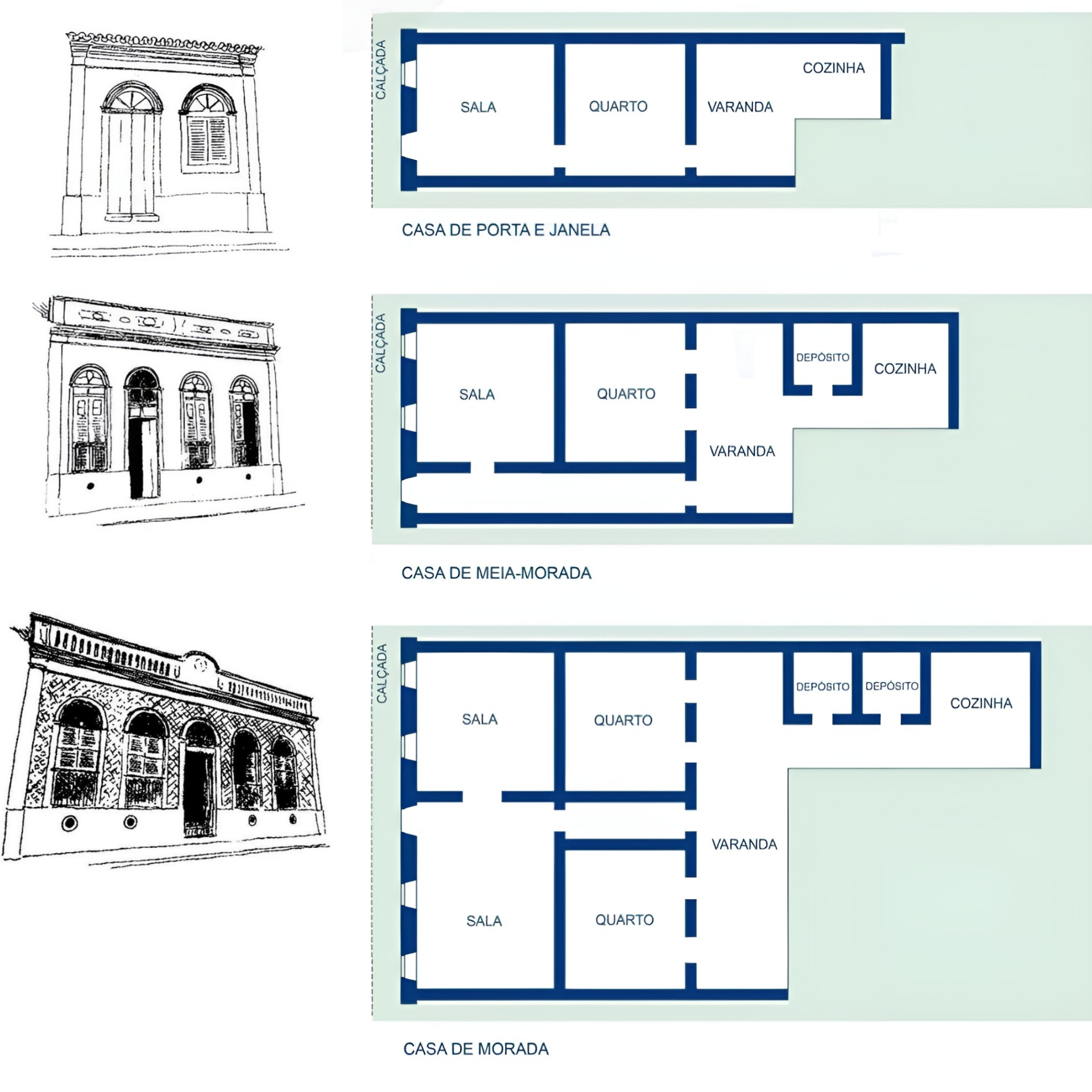
Esquema básico do casário urbano térreo brasileiro durante o século XIX. Este tipo de moradia prevaleceu como padrão nos centros urbanos até o início do século XX.

Entre 1800 e 1850, surge a casa de porão alto, construída de frente para a rua, mas com uma pequena escada logo após a porta de entrada. Dotada de uma planta simples, a moradia ganhou estátuas decorativas na fachada e o telhado começou a ser construído em quatro águas. A cor mais comum das casas era a branca.

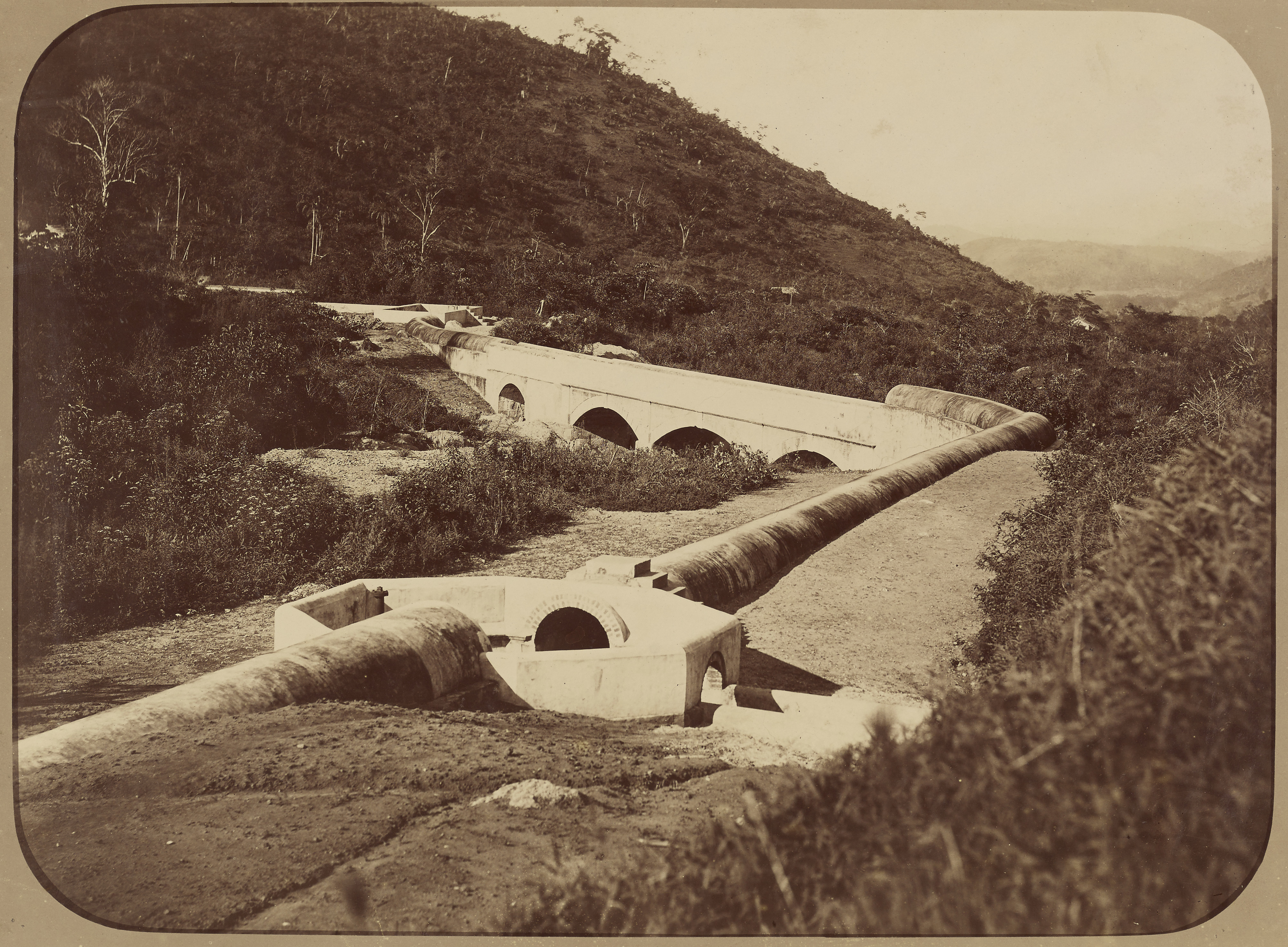
Obras para abastecimento de água no Rio de Janeiro.Foto de Marc Ferrez tirada entre 1876 e 1882.

No final do século XIX, a casa brasileira ganhou água potável em sua cozinha e outros diversos cômodos, gás e energia elétrica. 

### Século XX

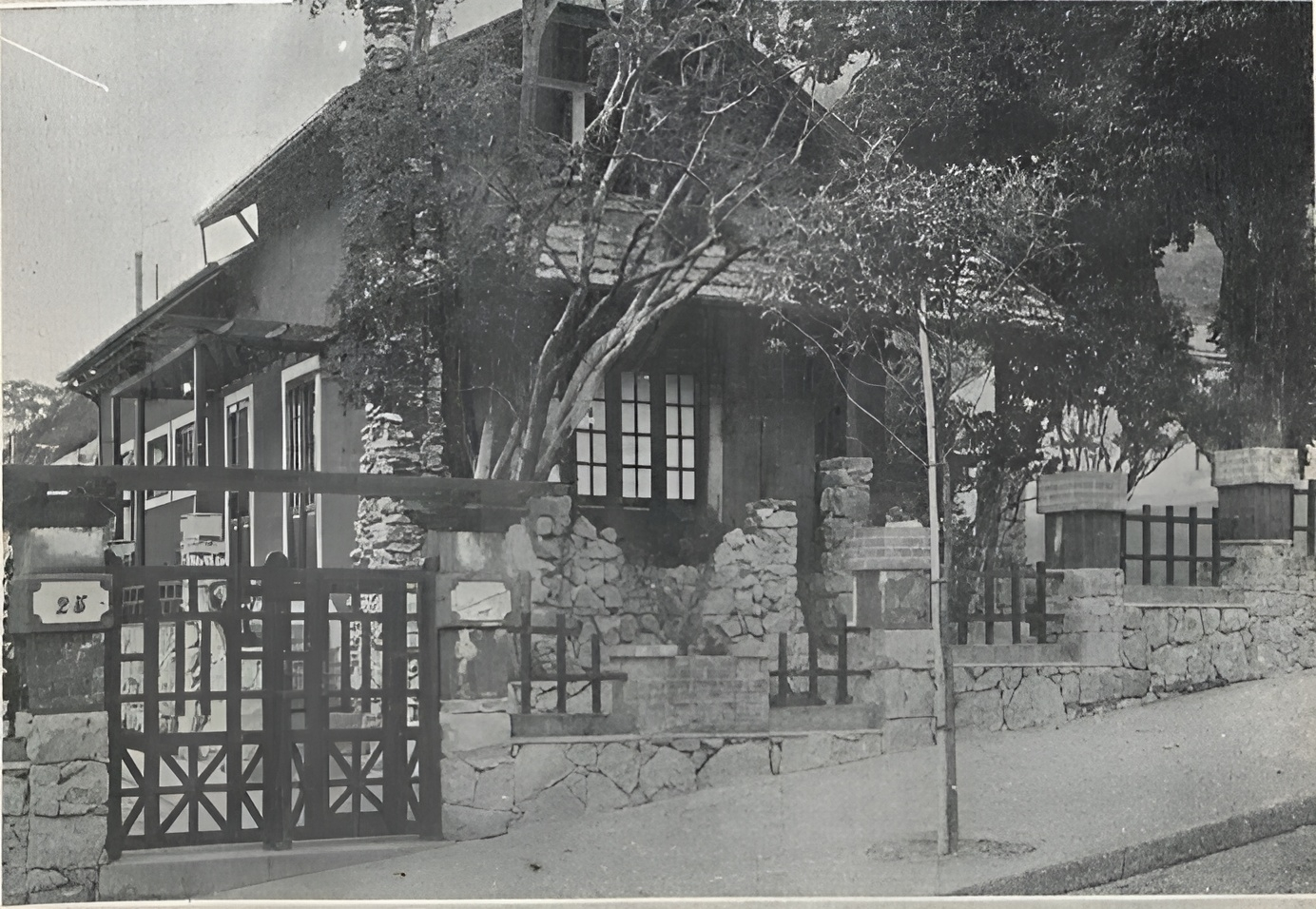
Casa em estilo "bungalow" localizada à Rua da Cascata, 25, no bairro da Tijuca, Rio de Janeiro. 1925.

Na década de 1920 a casa popular urbana brasileira foi tomando a forma que conhecemos hoje, abandonando os moldes urbanos coloniais da casa "porta e janela", "meia-morada", para ser uma casa com recuo à calçada, rodeada por quintal, com garagem e quartos arejados e iluminados por janelas em contraste com as escuras alcovas do século passado. 
No modernismo paulistano, por exemplo, a moradia da classe rica era construída e organizada de forma que não houvesse sobreposições de atividades domésticas em um mesmo ambiente. 

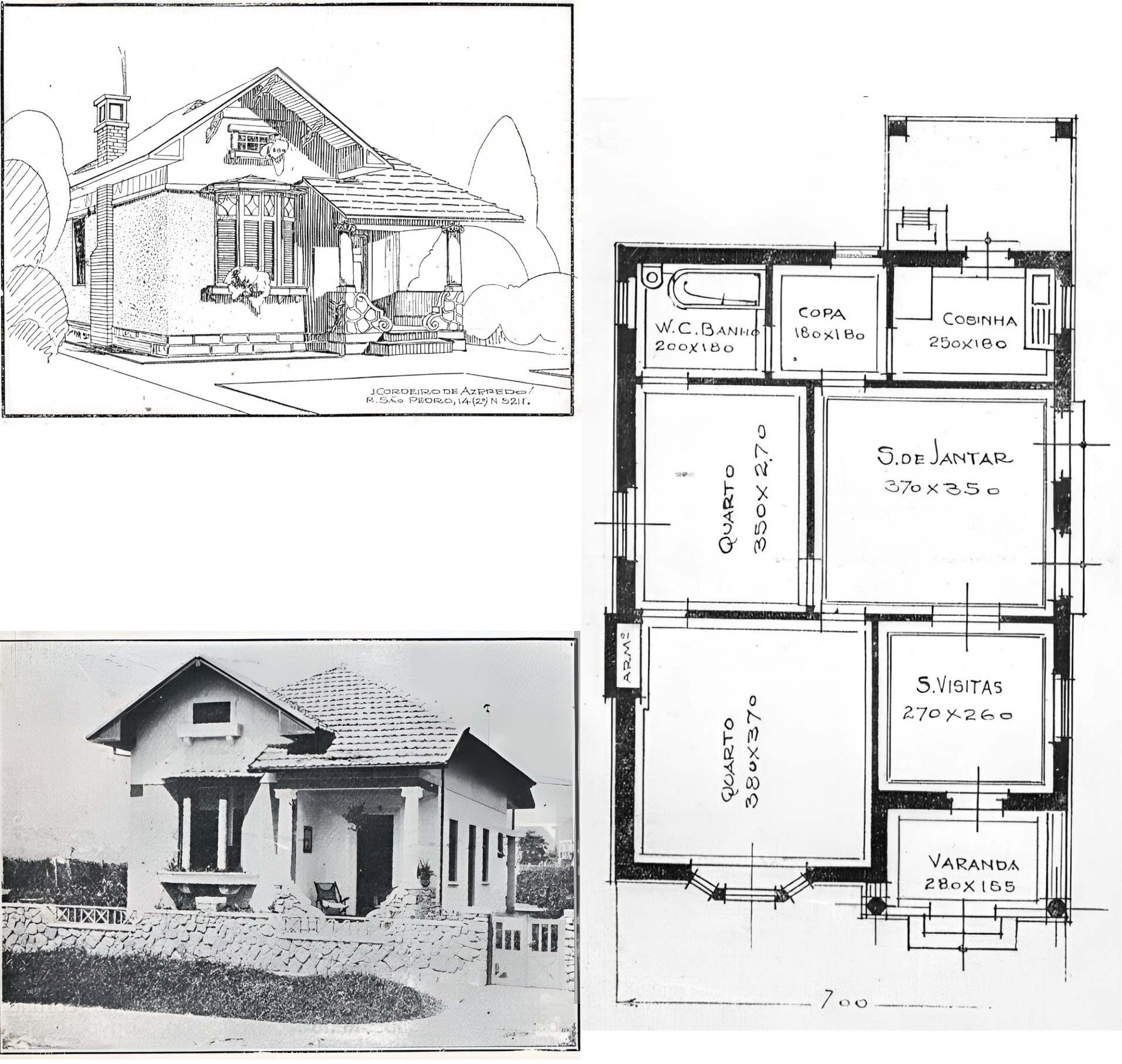
Projeto da residência do Dr. Segadas Vianna à Rua Professor Valadares, 103, Grajaú, Rio de Janeiro, c.1924.

Cada atividade tinha sua dependência própria, além de levar em consideração o espaço para os empregados. No outro extremo estariam as moradias dos pobres, com uma total sobreposição de atividades nos ambientes. A cozinha não estava reservada ao cozinhar, mas abrigava também o ouvir o rádio, costurar, fazer o dever de casa, enfim, há uma grande sobreposição de atividades, que na casa dos ricos estariam divididas em lugares próprios. No meio desses opostos está a casa da classe média, a que mais sofreu mudanças nos anos 1920. Ela seria o retrato da moradia paulista, nos clássicos sobradinhos Ford.

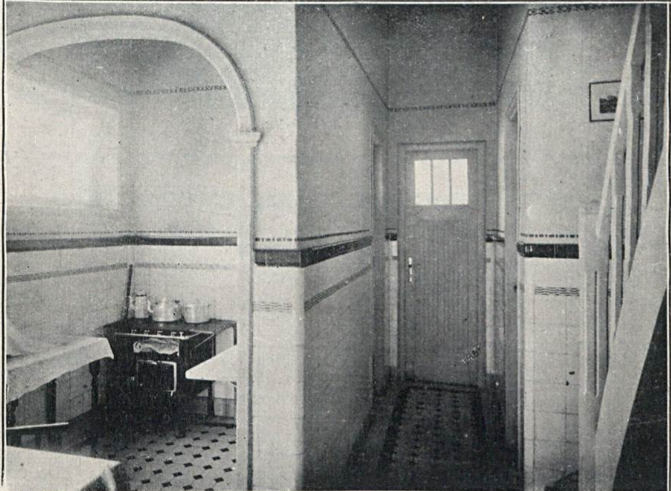
Cozinha da casa à Rua da Cascata, 25. Note que no lugar do tradicional fogão à lenha está instalado um fogão à gás, uma modernidade para a época. Rio de Janeiro, 1925.

A casa brasileira no século XX transformou-se com a popularização dos eletrodomésticos, como o ferro de passar, geladeiras, liquidificador e tantos outros. Nessa época, o piano perdeu parte de seu espaço para o rádio, sempre pronto a tocar.

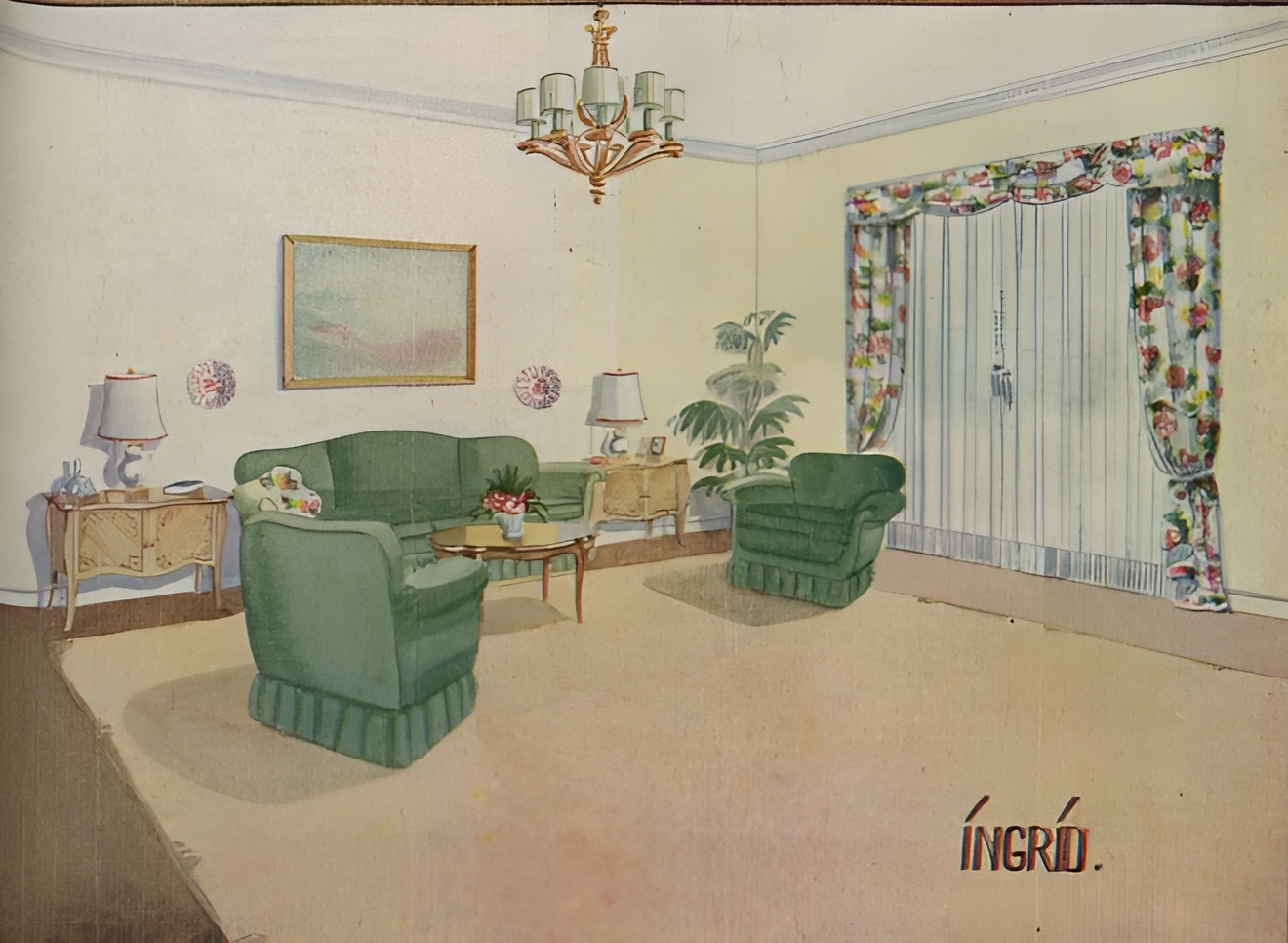
Modelo de decoração de uma sala de estar brasileira em artigo da revista "A Casa", edição de Março de 1947.

Com a chegada da década de 1940, há uma grande modificação na casa brasileira com a autoconstrução, muito praticada por aqueles que só tinham como solucionar a falta de abrigo construindo com suas próprias mãos. Uma das características desse tipo de casa, e que pode ser estendido a casa popular de forma geral, é a “superposição de atividades de estar, lazer e serviço num mesmo espaço, deixando isolado o repouso”.

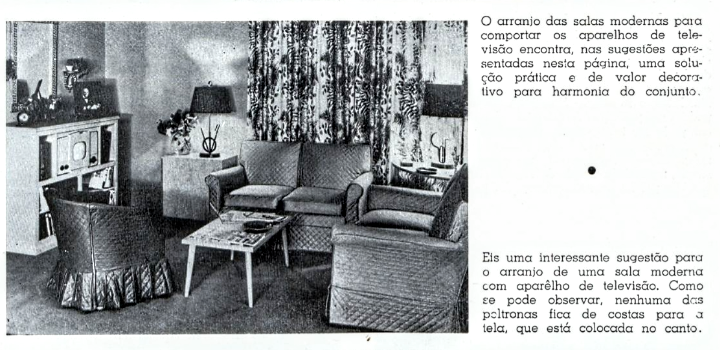
Sugestão de arranjo para sala de estar que possua aparelho de televisão em detalhe de artigo da revista "A Casa". Edição de Agosto de 1951.

Talvez nenhum outro aparelho tenha mudado tanto a vida das famílias e a organização da casa quanto a televisão. Nas classes altas, tornou-se um equipamento de uso privado nos dormitórios. Na classe média, foi responsável pela junção entre a sala de jantar com a sala de estar, onde a sala de visitas ficou sem utilidade e desapareceu das plantas. Nas classes mais baixas, invadiu as cozinhas, abrindo alas para o surgimento da sala de televisão.

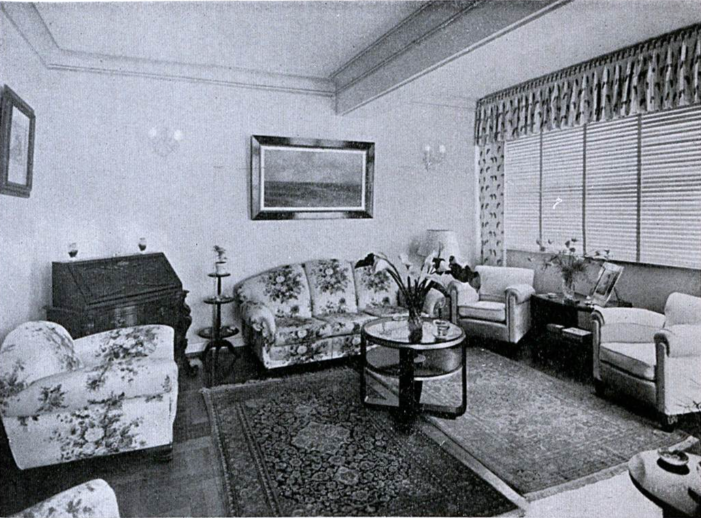
Os edifícios de apartamentos que até o início da década de 30 não eram muito bem vistos, na década de 40 já eram sinônimo de modernidade e requinte. Sala de apartamento no Edifício Paraguassú em Copacabana, Rio de Janeiro, 1943

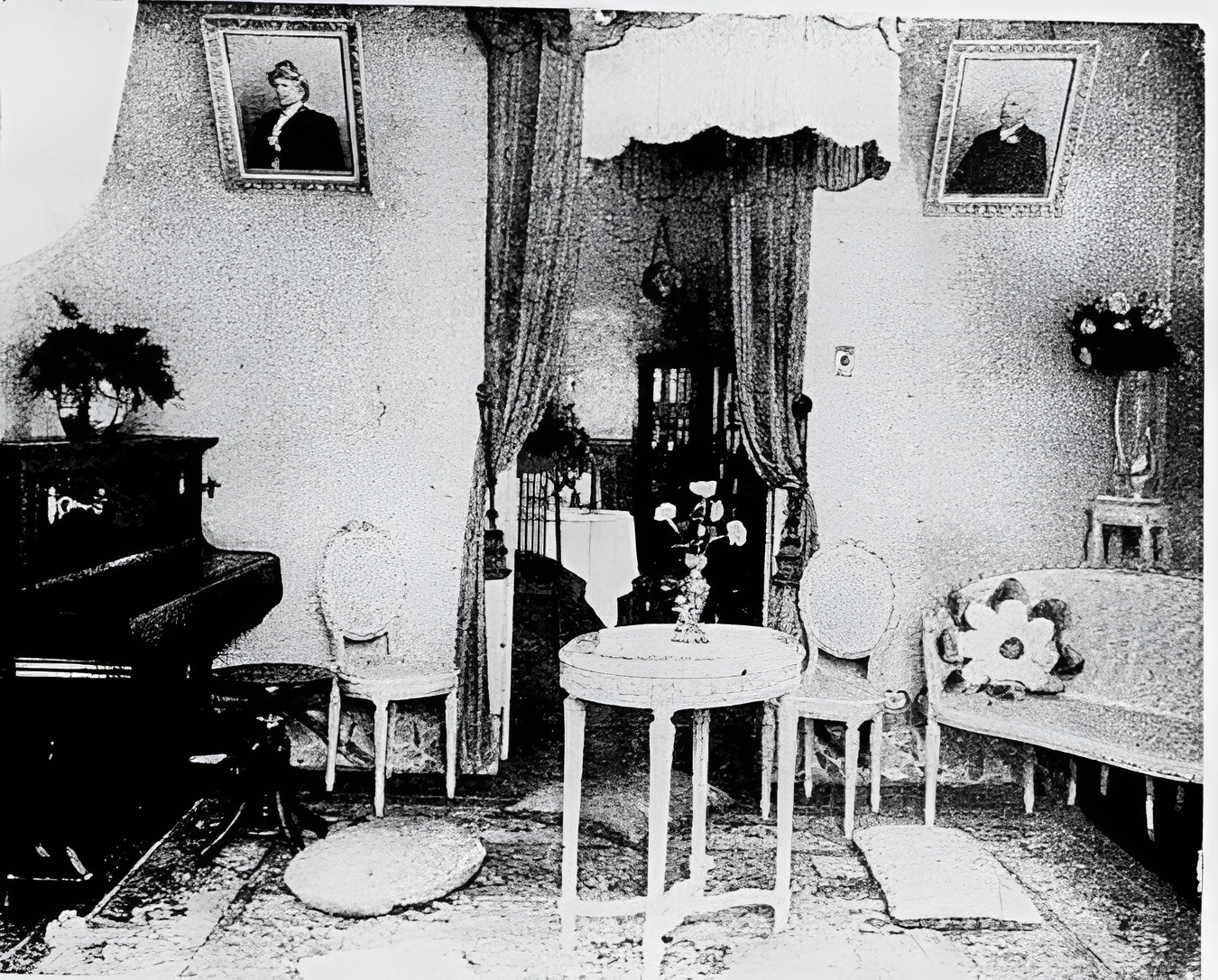
Sala de visitas de uma residência em Copacabana, 1924

## Vegetação e quintais
O quintal nasceu junto com a casa brasileira no Brasil colônia. Os quintais das casas urbanas e rurais sofreram influência dos costumes portugueses, indígenas e africanos. Ele esteve presente em casas ricas ou pobres, com extensão variável e reunindo uma gama extensa de cultivos. Contudo, de forma geral, o quintal da casa urbana ficava nos fundos, já o da casa rural era um espaço de transição entre a construção e as terras dedicadas ao plantio agrícola ou passeio.
Do século XVI ao XVIII, o quintal teve tanta centralidade na vida doméstica que possuía diferentes funções. A cozinha ficava nele, ganhando um pequeno telhado de proteção, e lá se produzia farinha de mandioca, lavava-se as roupas, criava-se animais, cultivava-se hortas e pomares, era espaço de lazer e diversão e de muitas outras atividades. Muitos dos quintais da época continham laranjeiras, limoeiros, cidras, marmeleiros, bananeiras, jabuticabeiras e raiz de mandioca entre os seus principais produtos cultivados. É provável que as ordens religiosas tenham tido papel importante na disseminação de plantas exóticas nos quintais, tendo em vista que elas recebiam as plantas que chegavam dos centros de aclimatação portugueses na Ilha da Madeira, Açores e Cabo Verde.

## Galeria

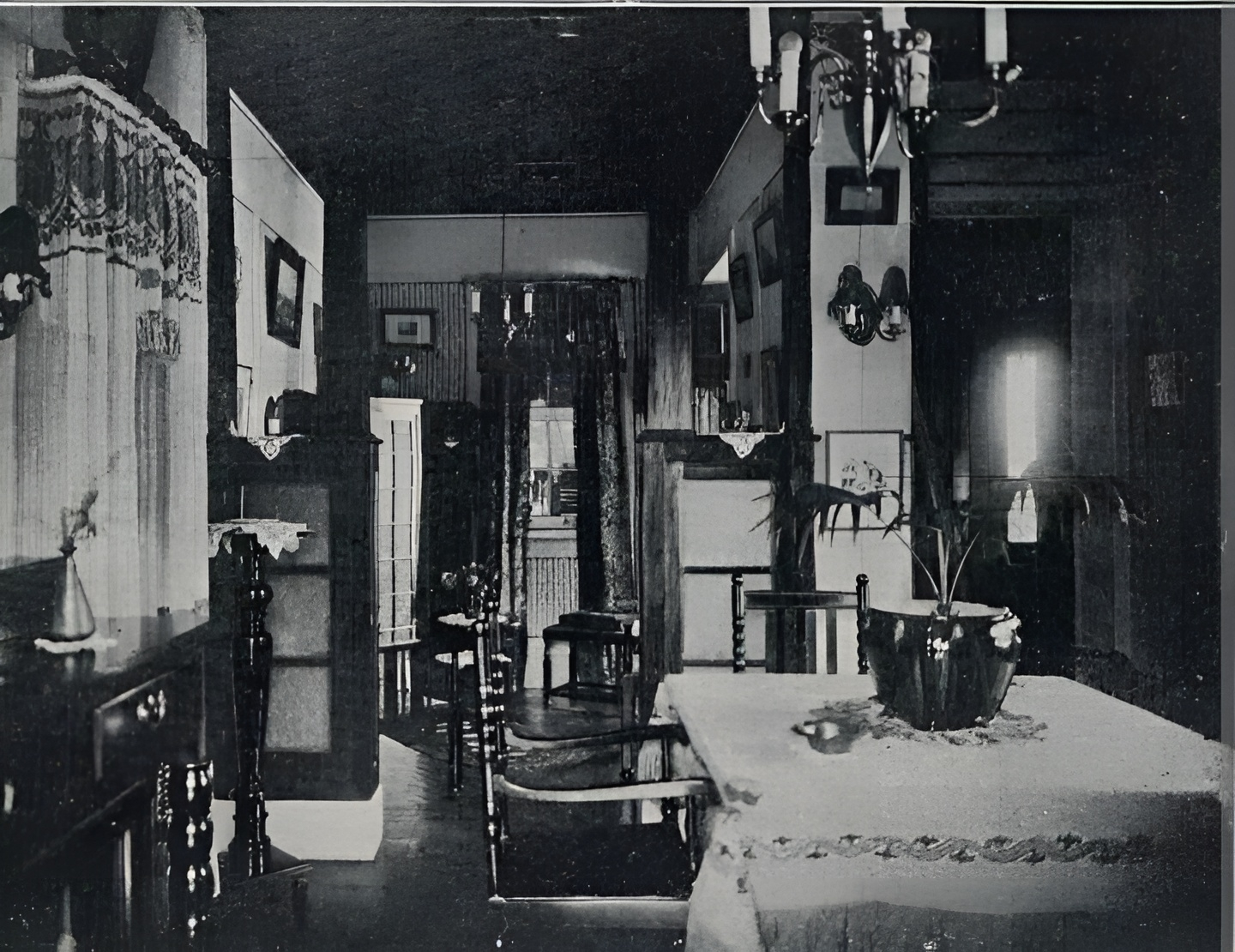
Vista da sala de jantar para a sala de visitas(ao fundo) da casa à Rua da Cascata, 25, na Tijuca. Rio de Janeiro, 1925.

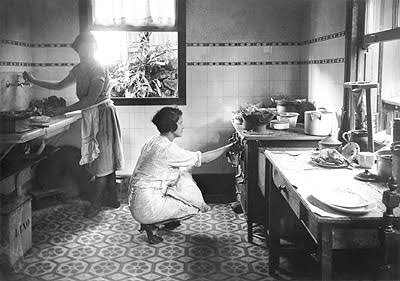
Duas mulheres na cozinha, Petrópolis, Rio de Janeiro, c.1926